# Троицкий административный округ
Тро́ицкий администрати́вный о́круг (ТАО) — самый большой по площади административный округ города Москвы, который образован 1 июля 2012 года в результате реализации проекта расширения территории города. Наряду с Новомосковским, один из двух новых административных округов Новой Москвы, притом более дальний, несмежный с городскими территориями в границах до 2011 года. Назван по единственному городу на данной территории — Троицку.

## История

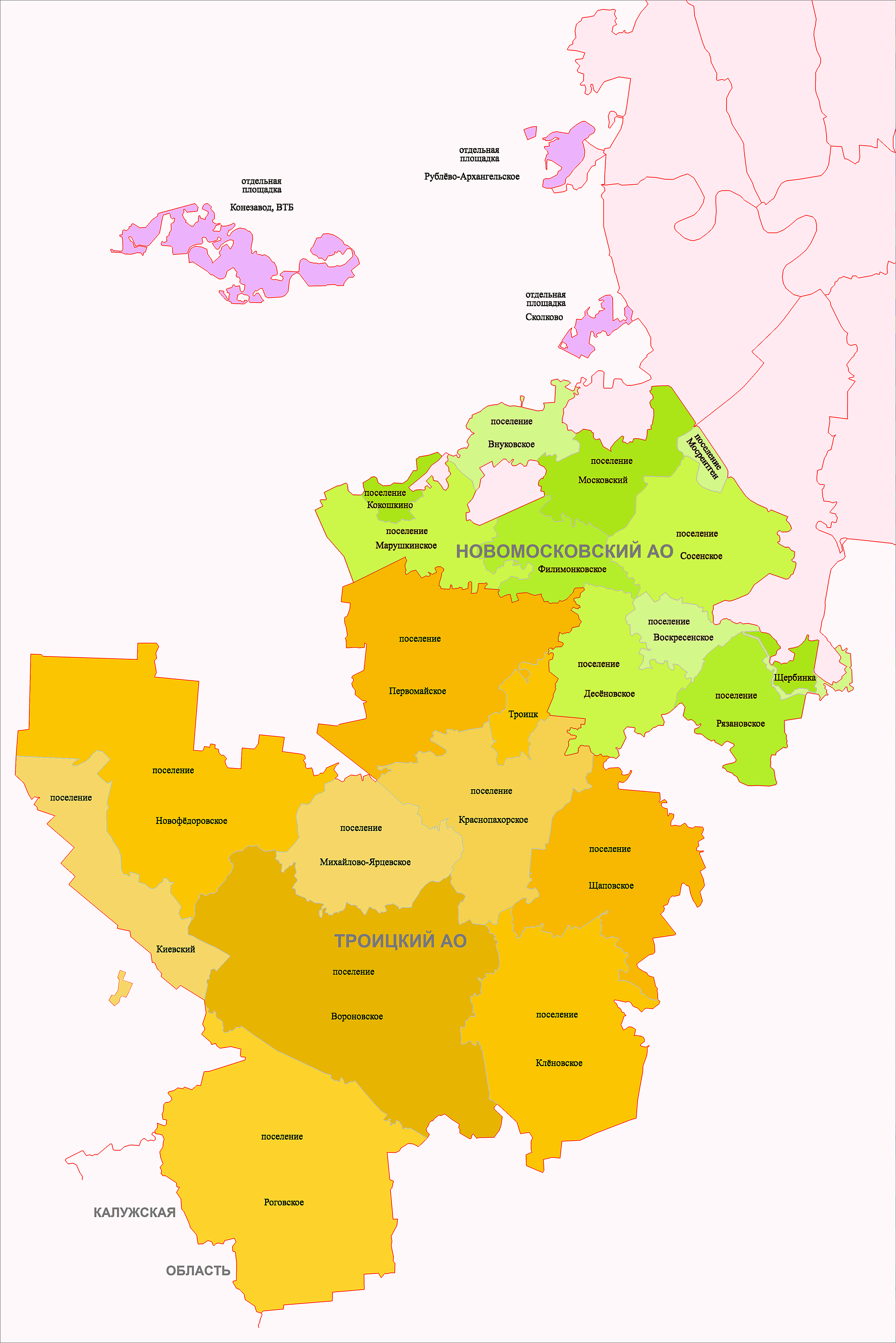
Административное деление Новой Москвы (2012—2024)

В Троицкий административный округ в 2012—2024 годах входили 10 поселений:
| №  | Поселение           | Административный центр |
| -- | ------------------- | ---------------------- |
| 1  | Вороновское         | ЛМС                    |
| 2  | Киевский            | Киевский               |
| 3  | Клёновское          | Клёново                |
| 4  | Краснопахорское     | Красная Пахра          |
| 5  | Михайлово-Ярцевское | Шишкин Лес             |
| 6  | Новофёдоровское     | Яковлевское            |
| 7  | Первомайское        | Птичное                |
| 8  | Роговское           | Рогово                 |
| 9  | Троицк              | Троицк                 |
| 10 | Щаповское           | Щапово                 |

## Органы власти
На переходный период у Троицкого административного округа вместе с Новомосковским одна префектура на двоих, префектом был назначен Алексей Челышев. 8 ноября 2013 года был назначен новый префект ТиНАО Дмитрий Владимирович Набокин.

## История
Округ образован 1 июля 2012 года в результате реализации проекта расширения территории Москвы. В округ переданы городские и сельские поселения без изменения их границ из двух районов Московской области — Наро-Фоминского (запад, север) и Подольского (центр, юг, восток). Троицк, вошедший в округ, был городом областного подчинения (вне районов).

## География
ТАО — самый южный и самый большой по площади административный округ Москвы. На северо-востоке граничит с Новомосковским административным округом, на юго-западе с Калужской областью, а на северо-западе и юго-востоке с Московской областью.
Также ТАО административно подчинена деревня в Московской области — деревня Мачихино поселения Киевский, которая эксклавом не является, находится тремя километрами южнее границы округа.
Основной автомобильной магистралью округа является Калужское шоссе. На территории округа находятся остановочные пункты Киевского направления МЖД и Большого кольца МЖД. Относительно устойчивая транспортная связь со «старой» Москвой есть только у западной окраины округа (благодаря Киевскому направлению МЖД и Киевскому шоссе); у города Троицка, а также у территорий вдоль Калужского шоссе до 58 км (регулярные автобусные маршруты). Транспортная связь со «старой» Москвой стала сильно затруднена в результате транспортного коллапса, случившегося на Калужском шоссе с конца 2000-х годов, и отсутствия альтернативы в виде железной дороги или трамвайной линии. В некоторые населённые пункты округа общественным транспортом можно добраться только несколько раз в день. Также многие крупные населённые пункты ТАО (включая его центр — г. Троицк) связаны автобусными маршрутами с городами Наро-Фоминском и Подольском.

## Население
| 2013     | 2014     | 2015     | 2016     | 2017     | 2018     | 2019     | 2020     |
| -------- | -------- | -------- | -------- | -------- | -------- | -------- | -------- |
| 98 750   | ↗103 365 | ↗108 063 | ↗113 388 | ↗122 522 | ↗124 671 | ↗127 349 | ↗130 812 |
| 2021     | 2023     | 2024     |          |          |          |          |          |
| ↗174 403 | ↗191 880 | ↗196 407 |          |          |          |          |          |

Несмотря на обширные размеры округа, он является самым малочисленным по населению.
Национальный состав
По итогам переписи населения 2020 года проживали следующие национальности (национальности менее 0,1 % и другое, см. в сноске к строке «Другие»):
| Национальность | Численность, чел. | Доля     |
| -------------- | ----------------- | -------- |
| Русские        | 139 684           | 80,09 %  |
| Армяне         | 1507              | 0,86 %   |
| Украинцы       | 1243              | 0,71 %   |
| Татары         | 892               | 0,51 %   |
| Таджики        | 826               | 0,47 %   |
| Узбеки         | 624               | 0,36 %   |
| Белорусы       | 405               | 0,23 %   |
| Молдаване      | 400               | 0,23 %   |
| Азербайджанцы  | 354               | 0,20 %   |
| Грузины        | 267               | 0,15 %   |
| Мордва         | 184               | 0,11 %   |
| Другие         | 28 017            | 16,08 %  |
| Итого          | 174 403           | 100,00 % |

## Состав административного округа

Административное деление Новой Москвы с 2024 года.

С 2024 года в Троицкий административный округ входят 4 района (муниципальных округа):
- Бекасово
- Вороново
- Краснопахорский
- Троицк

## Транспорт

### Железнодорожный
Округ охватывает большую территорию шириной 30—45 км между Киевским и Курским направлениями Московской железной дороги. Эти два направления находятся в Московской области близко от округа, но сам округ в основном охватывает территории, на которых нет железнодорожных линий.
Важными исключениями являются:
- Участок Киевского направления Московской железной дороги в юго-западной части округа с тремя остановочными пунктами — узловой станцией Бекасово-1 и платформами Ожигово, Рассудово (поселения Киевский, Новофёдоровское). Частота хождения электропоездов в среднем 2 раза в час.
- Вдоль южной границы округа проходит участок Большого кольца МЖД (поселения Киевский, Вороновское, Клёновское). Участок длиной 49 км пересекает Киевское направление на ст. Бекасово-1 и включает всего 15 остановочных пунктов от Пожиткова до Вяткина. Это единственное место, где Большое кольцо МЖД проходит по территории Москвы. Самый крупный населённый пункт на этом участке кольца — пгт Киевский. Также имеется большое количество дач и СНТ.
  - На Большом кольце находится одна из крупнейших в Европе и России сортировочных станций грузовых поездов Бекасово-Сортировочное. Вблизи неё находятся несколько остановочных пунктов.
  - Частота хождения электропоездов по Большому кольцу — раз в несколько часов, очень часты опоздания или отмены (существует приоритет грузовых поездов). Прямым сообщением с Киевским вокзалом связан только участок Бекасово-1 — Кресты (несколько пар электропоездов в сутки). Также есть прямое сообщение этого участка от/до Калуги-1 (одна пара в сутки). Кроме того, есть несколько пар в сутки от/до Апрелевки участка Бекасово-1 — Вяткино. В других случаях требуется пересадка с электропоездов Большого кольца на радиальное направления на узловых станциях — Бекасово-1 на западе на Киевское, Столбовая на востоке на Курское.

Расширение Москвы не повлияло на стоимость билетов. Билет в 32 рубля внутри Москвы действует только в пределах «старых» территорий. Далее — зонный тариф по расстоянию.

### Автомобильный

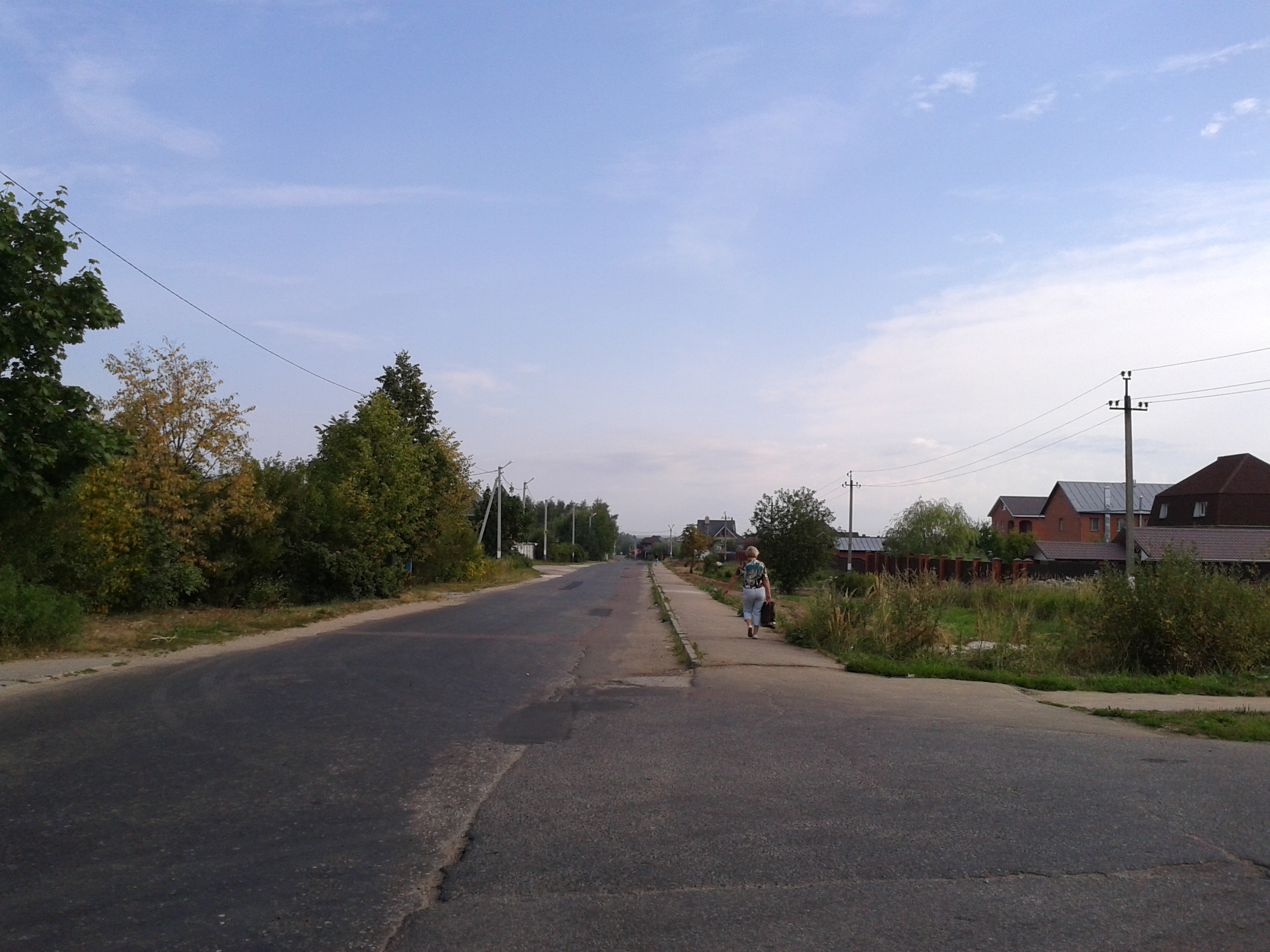
Одна из центральных улиц посёлка ЛМС (Поселение Вороновское). По этой улице проходят два маршрута общественного транспорта из «старой Москвы».

- При создании округа 1 июля 2012 года все областные автобусные маршруты ГУП «Мострансавто» Московской области, проходящие по территории округа, были сохранены. После присоединения территорий к Москве маршруты стали пригородными/междугородними[23] и были перенумерованы из внутрирайонных нумераций, получив Московскую нумерацию (у некоторых добавились две цифры 10 в начале, некоторые сменили и основные две цифры)[24]. Обслуживание осталось на ГУП Московской области «Мострансавто» — за счёт средств бюджета Московской области (зонный тариф по расстоянию)[25]. Также были перенумерованы и маршруты частных перевозчиков.
  - Часть маршрутов, ставших внутригородскими, была передана ГУП Москвы «Мосгортранс» без изменения нумерации: 17, 30, 33, 60, 304, 398, 420, 433 (в основном это маршруты по Троицку или из Троицка и свх. Московский до Москвы). На них стал использоваться зонный тариф, но немного отличный от тарифа «Мострансавто».
- С 8 октября 2012 года были введены 4 новых маршрута для обслуживания территорий, изначально обслуживались частными перевозчиками ООО «ГЕПАРТ» и ООО «Бетта-Автотранс»[26][27], но в марте 2013 года их движение частично было прекращено, с 16 апреля 2013 года маршруты перешли ГУП «Мосгортранс»[28][29][30][31]. При этом на маршрутах остался зонный тариф, отличный от прошлого тарифа и от тарифа «Мострансавто».
  - 503 Каменка — Рогово — Вороново — Метро «Теплый Стан» (до 16 апреля 2013 работал дальше Каменки, до Папина в Калужской области, но был обрезан)
  - 1001 Пос. Киевский — Яковлевское — Рассудово — Селятино — Алабино — Апрелевка — Первомайское — Троицк (Торговый центр)
  - 1002 Пос. Киевский — Яковлевское — Рассудово — Селятино — Алабино — Апрелевка — Соколово — Мешково — Московский — Метро «Юго-Западная» — Улица Академика Анохина — Тропарёво (в основном дублирует маршрут Мострансавто 309 Наро-Фоминск — Метро «Юго-Западная», с 19 июня 2013 продлён от «Юго-Западной» до Тропарёво[32])
  - 1004 Каменка — Рогово — Вороново — Метро «Бульвар Дмитрия Донского» — 5-й микрорайон Северного Бутова (до 5 мкр. Северного Бутова был продлён 16 апреля 2013, также отменены остановки в Московской области в районе Подольска и введены 10 апреля 2015 года).
- C 1 августа 2013 года зонный тариф по расстоянию на маршрутах «Мосгортранс» отменён. Москва разбита на две тарифные зоны А и Б. Троицкий округ попал в зону Б наряду с районами Зеленоград и Конезавод, ВТБ. Стоимость проезда на автобусах «Мосгортранса» внутри округа приравнена к старому общему тарифу, но действуют не все проездные билеты Москвы, а только «Единый» (от 1 (30 рублей) до 60 (20 рублей) поездок) и ТАТ (билеты изумрудного цвета покупаются у водителя, 25 рублей на 1 поездку, есть проездные на 4 и 40 поездок). Между зонами А и Б проезд возможен по «Единому» билету (от 1 до 60 поездок) или по билету ТАТ серого цвета за 45 рублей. Вводится переходная область на границе зон, где действуют билеты изумрудного цвета для поездок на короткие расстояния между зонами. Также есть проездные на месяц. Данная тарификация означает значительное удешевление тарифов (до 5 раз) для жителей Троицкого округа. В частности, от метро «Юго-Западная» до самого дальнего пункта на Киевском шоссе «Посёлок Киевский» тариф снизился с 98 до 20—30 (Единый) или 45 (у водителя) рублей[33][34][35]. Однако это нововведение не уравняло жителей ТАО с жителями других округов, поскольку минимальная стоимость проезда в пределах МКАД составляет 12р. 50к.(по билету «ТАТ» на 60 поездок). Кроме того, в ТАО недействительны безлимитные единые билеты на 1, 30, 90, 365 дней. Таким образом, обещание городских властей уравнять тарифы для всех жителей «старой» и «новой» Москвы, так и осталось невыполненным. Помимо этого, разделение на зоны никак не повлияло на тарифы «Мострансавто», в частности билет от метро «Юго-Западная» до «Посёлка Киевский» продолжает стоить 110 рублей.
- С 31 августа 2013 года введены новые 5 маршрутов для обслуживания присоединённых территорий[36], из них два проходят по территории Троицкого округа:
  - 874 Троицк (микрорайон «В») — Секерино
  - 876 Троицк (микрорайон «В») — 1-й микрорайон Московского
- С 5 сентября 2013 года введён один маршрут[37]:
  - 875 Троицк (микрорайон «В») — Станция Крёкшино